# Cyryl VII (patriarcha Konstantynopola)
Cyryl VII, gr. Κύριλλος Ζ (ur. 1775 w Adrianopolu, zm. 1872 na Chalki) – ekumeniczny patriarcha Konstantynopola w latach 1855–1860.

## Życiorys
Był patriarchą Konstantynopola od 3 października 1855 do 13 lipca 1860 r. Zmarł w 1872 na Chalki (Wyspy Książęce).